# Prepops fraterculus
Prepops fraterculus är en insektsart som först beskrevs av Knight 1923.  Prepops fraterculus ingår i släktet Prepops och familjen ängsskinnbaggar. Inga underarter finns listade i Catalogue of Life.